# Zoe (filme)
Zoe é um filme de romance e ficção científica norte-americano, produzido pela Scott Free Productions e distribuído pela Amazon Studios. Com direção de Drake Doremus, sua estreia ocorreu em 21 de abril de 2018 no Festival de Cinema de Tribeca sendo, posteriormente, disponibilizado ao público geral através da Amazon Studios. O filme conta com Ewan McGregor e Léa Seydoux nos papéis principais, bem como Christina Aguilera, Theo James, Rashida Jones, Matthew Gray Gubler e Miranda Otto como coadjuvantes.

## Enredo
Em um futuro não muito distante, a tecnologia mais avançada aperfeiçoou os relacionamentos românticos até a ciência: um teste computadorizado pode determinar a probabilidade de uma parceria se tornar bem sucedida entre dois indivíduos e os andróides — conhecidos como "sintéticos" — foram projetados como os parceiros ideias, aqueles que nunca deixarão o relacionamento. Zoe (Léa Seydoux) e Cole (Ewan McGregor) trabalham nas instalações de pesquisa responsáveis ao desenvolvimento dessa tecnologia, e é nesse cenário de engenharia romântica que o próprio relacionamento entre eles começa a florescer. No entanto, um acidente repentino abre uma divisão entre eles, ameaçando seu relacionamento inicial e apontando para questões filosóficas maiores sobre o amor, a humanidade e a autenticidade.

## Elenco
Lista do elenco obtida pelo The Hollywood Reporter.
- Ewan McGregor como Cole
- Léa Seydoux como Zoe
- Christina Aguilera como Jewels
- Theo James como Ash
- Rashida Jones como Emma
- Matthew Gray Gubler como Michael
- Miranda Otto como "A Designer"

## Produção
Em 19 de agosto de 2016, foi anunciado que Charlie Hunnam e Léa Seydoux estrelariam em um filme de romance e ficção científica ainda sem título, o qual Drake Doremus trabalharia como diretor e Richard Greenberg se encarregaria do roteiro. Em 25 de outubro de 2016, foi anunciado que a Scott Free Productions financiaria o projeto. Em maio de 2017, Ewan McGregor substituiu o papel de Hunnam na obra, além de ser anunciado que Christina Aguilera, Theo James, Rashida Jones, Matthew Gray Gubler e Miranda Otto fariam o papéis de coadjuvantes. As filmagens iniciaram-se no mesmo mês, em Montreal.

## Lançamento
O filme estreou durante o Festival de Cinema de Tribeca em 21 de abril de 2018. Após a ocasião, a Amazon Studios adquiriu os direitos de exibição e o incluiu em seu catálogo nos Estados Unidos, Canadá, Reino Unido, Irlanda, Itália, Austrália e Nova Zelândia a partir de 20 de julho do mesmo ano.

## Recepção
No agregador de críticas do Rotten Tomatoes, a produção possuí uma aprovação de 32%, baseado em 25 opiniões, com uma média de aprovação de 4.3/10. O consenso enfatiza que "Zoe aborda ideias interessantes, mas não consegue ter um controle satisfatória sobre elas, optando por ficção científica lenta que acaba não engatando". No Metacritic, após ser avaliado por dez críticos, conseguiu a nota 39 de 100, indicando "opiniões mistas".